# Powiat Zauch-Belzig

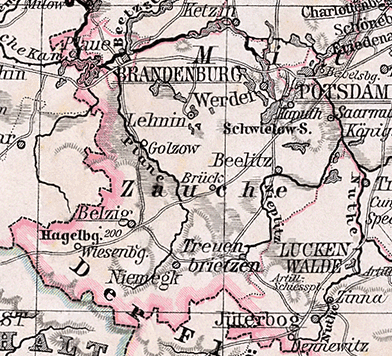
Mapa powiatu w 1905

Powiat Zauch-Belzig (niem. Landkreis Zauch-Belzig, Kreis Zauch-Belzig) – dawny powiat w Królestwie Prus, w prowincji prowincji Brandenburgia, w rejencji poczdamskiej. Istniał w latach 1817–1952, siedzibą władz powiatu było miasto Bad Belzig. Teren dawnego powiatu leży obecnie w kraju związkowym Brandenburgia w powiecie Potsdam-Mittelmark.
1 stycznia 1945 na terenie powiatu znajdowało się:
- sześć miast: Beelitz, Bad Belzig, Brück, Niemegk, Treuenbrietzen oraz Werder (Havel)
- 143 innych gmin
- jeden majątek junkierski.